# Elvira Pitzner
Elvira Pitzner (født 9. juni 1997) er en dansk influencer, sanger og realitydeltager. Pitzner er blandt andet kendt for sin medvirken i realityprogrammet Diamantfamilien på TV 2, der følger Pitzner-familien, der er blevet kendt for at forhandle diamanter. I 2017 medvirkede hun i TV 2 Zulu-serien Pigerne og i 2020 i sit eget selvbetitlede program, Bare Elvira, på streamingtjenesten discovery+. Hun har 400.000 følgere på Instagram.
I 2017 udgav hun sin første single "Blow Me Away" i samarbejde med Mintman, Soulshack og Makeba Riddick. Siden har hun udgivet singlerne "Perfect" (2018) og "Os to" (2018). Pitzner ejer webshoppen Elviras Wardrobe, hvor hun blandt andet sælger tøj, hun selv har designet.

## Baggrund
Hun er datter af diamanthandler Katerina Pitzner og forretningsmanden Hans Helmgaard Kristiansen. Elvira Pitzners morfar, Axel Pitzner, var god for et trecifret millionbeløb og var en af landets rigeste personer frem til sin død i 2005. Moderen Katerina Pitzner er en af de få kvindelige diamanthandlere på verdensplan. Pitzner fik første gang mediernes opmærksom i august 2014, da hun forlod kostskolen Herlufsholm og tog hjem til en veninde i protest over hellere at ville på Øregård Gymnasium. Forældrene kunne ikke få fat i hende og udsendte en efterlysning. Overskrifter med ordene "forsvunden rigmandsdatter" ramte hurtigt alle medier. I 2018 blev hun student fra Øregård Gymnasium.

### Personligt
Elvira har 3 søskende; Thalia Pitzner, Ophelia Pitzner og Hector Pitzner. I 2021 blev hun islamisk gift med den ti år ældre iranske bokser Milad Saadati. Parret boede sammen i Dubai indtil sommeren 2023, hvor forholdet sluttede. Den 1. december 2023 blev hun anholdt i Dubai sammen med iværksætteren Mortada Haddad for utroskab, da Pitzner stadig er islamisk gift med ekskæresten Milad Saadati. Med et islamisk ægteskab underlægger man sig sharialoven. I De Forenede Arabiske Emirater betyder det, at man under artikel 356 kan anklages og dømmes for utroskab. Den 2. december blev de igen løsladt, men myndighederne konfiskerede deres pas.
Den 24. april 2024 annoncerede Elvira Pitzner, at hun venter barn sammen med sin forlovede Mortada Haddad.
Søndag den 27. oktober blev Elvira Pitzner og Morada Haddad forældre til en lille pige ved navn Sophia.

## Diskografi

### Singler
- "Blow Me Away" (2017)
- "Perfect" (2018)
- "Os To" (2018)